# Alice Eastwood
Alice Eastwood ( 19 de enero de 1859, Toronto - 30 de octubre de 1953, San Francisco) fue una botánica, y curadora estadounidense de origen canadiense.
Comenzó sus estudios en Canadá hasta que su familia, en 1873, se instala en Denver (Colorado).
Se diploma en 1879, y es docente, comenzando a estudiar las plantas gracias a los manuales de Asa Gray (1810-1888) y de John Merle Coulter (1851-1928). Consagra sus vacaciones de 1890 para estudiar la flora del sur de California. Se emplea como asistente del herbario de la Academia de Ciencias de California en 1891, y luego obtiene un puesto de conservadora en conjunto con Mary Katharine Brandegee (1844-1920). En 1894, luego de la partida de esta última, pasa a conservadora y directora del Departamento de Botánica, función que ocupa hasta su retiro en 1949.
Supera admirablemente el terremoto de California de 1906, y posterior incendio de la ciudad, salvando muchos tipos del herbario, del incendio.
Hizo numerosos viajes de exploración en EE. UU. y a Europa.
Eastwood publicó más de 310 publicaciones y participó en la dirección de las revistas Zoe y Erythea. John Thomas Howell (1903-1994) que darían origen a Leaflets of Western Botany (1932-1966).

## Algunas publicaciones en línea
- 1901. Bergen's botany con With Joseph Young Bergen
- 1902. A flora of the South Fork of Kings River
- 1932. Leaflets of western botany Vol. 1-10 con índice (1932-1966) con J.T. Howell
- 1892. Zoe: a biological journal Vol. 3-4, con K.L. Brandegee & T.S. Brandegee. Visto 19 de agosto de 2009

## Honores

### Epónimos
Géneros
- (Asteraceae) Eastwoodia Brandegee[1]
- (Polemoniaceae) Aliciella Brand[2]

Especies
- (Alliaceae) Brodiaea eastwoodiana Purdy[3]
- (Apocynaceae) Amsonia eastwoodiana Rydb.[4]
- (Asclepiadaceae) Asclepias eastwoodiana Barneby[5]
- (Convolvulaceae) Jacquemontia eastwoodiana I.M.Johnst.[6]
- (Cyperaceae) Carex eastwoodiana Stacey[7]
- (Portulacaceae) Lewisia eastwoodiana Purdy[8]
- (Rosaceae) Potentilla × eastwoodiana Siegfr.[9]
- (Scrophulariaceae) Castilleja eastwoodiana Pennell[10]

- La abreviatura «Eastw.» se emplea para indicar a Alice Eastwood como autoridad en la descripción y clasificación científica de los vegetales.[11]

## Fuente
- (en inglés) Biografía y orientación bibliográfica sobre el site del herbario de la Universidad Harvard